# Седрамич
Седрамич (хорв. Sedramić) — населений пункт у Хорватії, в Шибеницько-Книнській жупанії у складі міста Дрниш.

## Населення
Населення за даними перепису 2011 року становило 206 осіб.
Динаміка чисельності населення поселення:

## Клімат
Середня річна температура становить 12,93 °C, середня максимальна – 27,87 °C, а середня мінімальна – -1,50 °C. Середня річна кількість опадів – 870 мм.
| Клімат поселення                              | Клімат поселення | Клімат поселення | Клімат поселення | Клімат поселення | Клімат поселення | Клімат поселення | Клімат поселення | Клімат поселення | Клімат поселення | Клімат поселення | Клімат поселення | Клімат поселення | Клімат поселення |
| Показник                                      | Січ.             | Лют.             | Бер.             | Квіт.            | Трав.            | Черв.            | Лип.             | Серп.            | Вер.             | Жовт.            | Лист.            | Груд.            |                  |
| Середній максимум, °C                         | 9,40             | 10,04            | 13,02            | 16,63            | 21,57            | 25,37            | 27,87            | 27,60            | 22,82            | 17,98            | 12,75            | 9,81             |                  |
| Середня температура, °C                       | 3,94             | 4,58             | 7,58             | 11,20            | 16,13            | 19,93            | 23,38            | 23,10            | 18,32            | 13,48            | 8,26             | 5,31             |                  |
| Середній мінімум, °C                          | −1,5             | −0,87            | 2,14             | 5,74             | 10,69            | 14,48            | 18,87            | 18,60            | 13,83            | 9,00             | 3,77             | 0,82             |                  |
| Норма опадів, мм                              | 73               | 65               | 69               | 76               | 62               | 61               | 39               | 53               | 80               | 92               | 109              | 91               |                  |
| Середньомісячна швидкість вітру, м/с          | 2.08             | 2.32             | 2.52             | 2.45             | 2.21             | 1.94             | 1.96             | 1.81             | 1.94             | 2.00             | 2.34             | 2.34             |                  |
| Середньомісячна сонячна радіація, кДж/м²·день | 5392             | 8151             | 11802            | 16266            | 20192            | 22730            | 24409            | 21294            | 15986            | 10347            | 5799             | 4599             |                  |
| --------------------------------------------- | ---------------- | ---------------- | ---------------- | ---------------- | ---------------- | ---------------- | ---------------- | ---------------- | ---------------- | ---------------- | ---------------- | ---------------- | ---------------- |
| Джерело:                                      |                  |                  |                  |                  |                  |                  |                  |                  |                  |                  |                  |                  |                  |